# Martín Lasarte
Martín Lasarte (Montevideo, Uruguai, 20 de març de 1961) és un exfutbolista i actual entrenador de futbol.

## Biografia
Com a jugador, amb Nacional de Montevideo, on va obtenir la Copa Libertadores i la Copa Intercontinental el 1988, i la Copa Interamericana i la Recopa Sud-americana el 1989. A Espanya, va jugar en el Deportivo de La Corunya sent el capità.
Al seu país també va militar a Defensor Sporting, Central Español i Rentistas.

### Com a entrenador
La seva trajectòria com tècnic comença el 1996 quan assumeix la direcció de Rampla Juniors, amb qui acaba en sisè lloc del Torneig Apertura i segon del Torneig Clausura, eliminat en segona ronda del "Torneig Nacional" i darrer de la Lligueta Pre-Libertadores. El 1997 acaba sisè del Torneig Apertura i onzè del Torneig Clausura.
El 1998 passa al Rentistas al que classifica per primera vegada en la seva història a un torneig internacional, la Copa Conmebol, sent vuitè del Torneig Apertura, subcampió del Torneig Clausura i acaba en el quart lloc de la temporada, classificant-lo per primera vegada a la Lligueta Pre-Libertadores, on obté el passi a la Copa Conmebol.En el Torneig Clausura l'equip va estar invicte per 949 minuts, la segona millor ratxa de la història del Campionat Uruguaià. El 1999 acaba setè del Torneig Apertura i últim del Torneig Clausura. En la Copa Conmebol arriba fins a vuitens de Final.
El 2000 va assumir com a entrenador del Bella Vista, després d'una primera temporada acabant en vuitè lloc, assoleix una bona campanya en el 2001, acabant cinquè en el Torneig Classificatori i arribant a la fase Final del Campionat Uruguaià. El 2002 viatja a Unió dels Emirats Àrabs per a dirigir a l'Al Wasl Club Dubai. Quan va assumir el càrrec, l'equip era penúltim, havent sumat només 4 punts en 7 partits i en els 5 mesos que va dirigir, el va dur al cinquè lloc, després d'obtenir 26 punts en 15 partits.
El 2003 retorna a l'Uruguai per a assumir com tècnic del River Plate, que es trobava en la Segona divisió. El 2004, va mantenir el conjunt invicte durant les 8 primeres jornades del campionat, amb 7 victòries i un empat. Es va proclamar Campió del Torneig Apertura, va ser Subcampió del Torneig Clausura i acabà en primer lloc de la Taula General de la temporada amb 63 punts, es coronà Campió de la Segona divisió i assolí l'ascens.
El 2005 assumeix com a entrenador del Nacional de Montevideo, quedant últim del grup i eliminat en la Fase de Grups en la Copa Libertadores, després es va coronar Campió del Campionat Uruguaià de forma invicta. El 2006, arriba fins als vuitens de final de la Copa Libertadores, posteriorment arriba als quarts de final en la Copa Sudamericana. Es proclama campió del Torneig Clausura, obtenint el dret a jugar la Final de la temporada 2005-2006 davant Rocha, al que venç per 4-1 en l'anada i 2-0 en la volta, i aconseguí el seu segon Campionat domèstic. Després d'acabar cinquè en el Torneig Apertura de la temporada 2006-2007, no renova el seu contracte.
En la segona meitat de 2007, va ser contractat pel Club Deportivo Millonarios de Bogotá el club més vegades campió de Colòmbia, en reemplaçament de Juan Carlos Osorio. Després de la seva arribada, Martin Lasarte deixa en crisi al club; després d'haver-se jugats 9 partits només va obtenir 2 triomfs, 1 empat i 6 derrotes el que van provocar la seua sortida del club al costat del seu cos tècnic. Durant la temporada 2008-09, dirigeix al Danubio Fútbol Club, on després d'una molt bona campanya el seu equip queda empatat en la primera posició del Torneig Apertura juntament amb Nacional. El torneig va ser llavors a una final definitòria, on Nacional venç 2:1 a Danubio en l'Estadi Centenario.
A pesar del seu subcampionat en el torneig Apertura, l'equip uruguaià no va poder continuar amb la seva ratxa guanyadora i bon joc, i finalitza el torneig Clausura en la desena posició. En la Taula Anual, Danubio assoleix la vuitena posició, per la qual cosa no classifica a la Lligueta Pre-Libertadores.
El 2009 es fa càrrec de la Reial Societat, amb l'equip basc a la Segona Divisió espanyola.

## Equips

### Com a jugador
- Club Nacional de Football
- Deportivo La Coruña
- Defensor Sporting
- Central Español
- Rentistas

### Com a tècnic
- Rampla Juniors 1996 - 1997
- Rentistas 1998 - 1999
- Bella Vista 2000 - 2001
- Al Wasl Club Dubai 2002
- River Plate 2003 - 2004
- Nacional 2005 - 2006
- Millonarios 2007.
- Danubio Fútbol Club 2008 - 2009
- Reial Societat 2009-

## Títols
- Copa Libertadores: 1988
- Copa Intercontinental: 1988
- Copa Interamericana: 1989
- Recopa Sudamericana: 1989

### Com a entrenador
- Lliga de l'Uruguai: 2005 i 2005-06